# Echinanthera cephalostriata
Espèce
Echinanthera cephalostriata  est une espèce de serpents de la famille des Dipsadidae.

## Répartition
Cette espèce est endémique du Brésil. Elle se rencontre dans les États de Bahia, d'Espírito Santo, du Minas Gerais, de Rio de Janeiro, de São Paulo, du Paraná et de Santa Catarina.

## Publication originale
- Di Bernardo, 1996 : A new species of the neotropical snake genus Echinanthera Cope 1894 from southeastern Brazil (Serpentes, Coluridae). The Snake, vol. 27, p. 120-126.